# Тамбовская губерния в Первой мировой войне
Тамбовская губерния в годы Первой мировой не была затронута боевыми действиями, но пострадала от её социально-экономических последствий.

## Мероприятия
1 августа 1914 года Российская империя вступила в Первую мировую войну. За весь период боевых действий, по состоянию на 1917 год, с территории губернии в армию ушли 387063 человека (11,1 % от общей численности населения). Большая часть военнообязанных (до 68 %) отправилась на фронт именно в первый год военных действий. Примерно 95—96 % были выходцами из сельской местности.
2 и 3 августа 1914 года в Тамбовской губернии прошли чрезвычайные заседания городских дум. Тамбовской городской думой совместно с городской управой был разработан комплекс мер по оказанию помощи семьям мобилизованных солдат (за счёт благотворительности удалось собрать 12 тыс. рублей для родственников военнослужащих). На протяжении первых месяцев в регионе проводились манифестации в поддержку правительства и молебны о даровании победы. Одно из самых крупных выступлений прошло 5 октября 1914 года в Тамбове.
Уже в первый месяц войны в регионе стали размещать военнопленных. Сперва на Тамбовщину отправили 64 человек. В последующем контингент военнопленных достиг нескольких тысяч. Общая нехватка рабочих рук заставляла использовать пленников в качестве источника трудовой силы. Имеются сведения о использовании военнопленных в качестве приказчиков в магазинах, приёмщиков, парикмахеров, садовников, цветников.
В 1915 году в губернии начали создавать лазареты, хлынул большой поток раненых. Кроме того, в начале года начали прибывать беженцы. На 1 января 1916 года в губернии находилось около 130 тысяч перемещённых лиц.

## Социально-экономическая ситуация
К первой военной зиме в городах губернии предельно обострилась продовольственная ситуация. Цены на продукты выросли в общем на 30 %. Другой проблемой стала нехватка рабочих рук из-за мобилизации мужского населения.